# Czaplicowie herbu Kierdeja

Herb szlachecki Kierdeja

Czaplicowie herbu Kierdeja – polska rodzina szlachecka, zamieszkała w województwach kijowskim, witebskim i wołyńskim, których wsią gniazdową był Szpanów.
Ród wywodzący się od osiadłych na Wołyniu Tatarów, którym król Polski nadał herb Kierdeja i majątek Szpanów. Od nazwy tej wsi przybrali następnie nazwisko Szpanowscy, a po zawarciu unii lubelskiej w 1569 i przyłączeniu Wołynia do Korony Królestwa Polskiego stali się polską szlachtą koronną. Pierwsza wzmianka dotycząca rodziny Czapliców herbu Kierdeja, pochodzi z 1464, a dotyczy zapisu sądowego, gdzie dwaj bracia Czaplicowie: Jacko i Andrzej, występowali tam jako świadkowie kupna nieruchomości (dworu oziereńskiego).

## Znani rodowcy
Z rodu tego pochodziło wielu wybitnych działaczy społecznych, politycznych i religijnych Rzeczypospolitej XVII–XVIII wieku, na przykład:
- Jan Czaplic (kasztelan kijowski, zmarł 1604),
- Aleksander Czaplic Szpanowski (członek wspólnoty braci polskich, protektor wspólnoty w Kisielinie, wygnany około 1660 do Prus Książęcych, zmarł 1664),
- Andrzej Czaplic herbu Kierdeja – starosta horodelski w 1651,
- Józef Czaplic Szpanowski (prawosławny biskup łucki i ostrogski, zmarł 1654),
- Jerzy Andrzej Czaplic – podwojewodzi kijowski, stolnik wołyński 1703–1707, stolnik owrucki 1688–1703, pułkownik królewski, starosta krzemieńczucki,
- Celestyn Czaplic (łowczy wielki koronny, marszałek Sejmu, zmarł 1804),

w tym zruszczony renegat, który przeszedł na stronę Rosji
- Eufemiusz (Jefim) Czaplic – wierny sługa korony carów, generał wojsk rosyjskich, uczestnik wojny 1792 z Rzecząpospolitą i insurekcji 1794 (zmarł 1825).